# FeliCa
FeliCa è una smart card contactless adottata dalla Sony, principalmente per sistemi di pagamento elettronico. Il nome deriva da Felicity Card. Fu inizialmente impiegata nel sistema Octopus card di Hong Kong, e si è successivamente diffusa in numerosi altri sistemi di bigliettazione elettronica basati su tecnologia Radio Frequency Identification (RFID), come ad esempio a Singapore ed in Giappone.

## Tecnologia
La chiave crittografica di FeliCa è generata dinamicamente ogni volta che viene eseguita la mutua autenticazione. La carta è alimentata esternamente (non necessita di batteria per funzionare), attraverso energia fornita dal validatore FeliCa quando essa si trova nel suo raggio di azione. Quando il trasferimento dei dati è completo, il validatore interrompe l'erogazione di energia.
FeliCa fu proposta come definizione della norma ISO 14443 Tipo C, ma fu rifiutata. Essa fa riferimento alla specifica ISO 18092 (relativa al settore Near Field Communication). Essa usa una frequenza di 13,56 MHz, e richiede di essere posta a non più di 10 centimetri di distanza dal validatore.

## Mobile FeliCa
Mobile FeliCa è un adattamento della tecnologia FeliCa per essere usata nei cellulari della rete FeliCa (compagnia posseduta da Sony e DoCoMo). NTT DoCoMo ha infatti sviluppato un borsellino elettronico basato sulla Mobile FeliCa.
Verrà implementato nel dispositivo mobile Xperia GX, della gamma smartphone Xperia, quest'ultimo in vendita solo nel mercato giapponese.

## Lettori/scrittori
Sony ha realizzato un lettore/scrittore FeliCa reader/writer chiamato "FeliCa Port" nella sua linea di PC VAIO. In tal modo, le carte FeliCa possono essere usate via web per shopping o operazioni di ricarica.
È stato realizzato anche un lettore/scrittore esterno USB, e consente di fare via web transazioni con carte di credito o di debito.